# Kabinet-Schwerin von Krosigk
Het Kabinet–Schwerin von Krosigk-Dönitz (ook bekend als de Flensburgregering) was het laatste kabinet van Nazi-Duitsland dat de jure regeerde van 1 mei 1945 tot 23 mei 1945 na de zelfmoord van Adolf Hitler in Berlijn. Grootadmiraal Karl Dönitz was in die periode de laatste rijkspresident van het Duitse Rijk. Het kabinet had zijn zetel in de Noord-Duitse stad Flensburg en stond zodoende ook wel bekend als de Flensburgregering. 

## Kabinetsleden
| Ambtsbekleder                            | Ambtsbekleder             | Ambtsbekleder                                            | Functie(s)                                | Ambtstermijn     | Ambtstermijn | Partij(en) |
| ---------------------------------------- | ------------------------- | -------------------------------------------------------- | ----------------------------------------- | ---------------- | ------------ | ---------- |
|                                          | Karl Dönitz               | Großadmiral Karl Dönitz (1891–1980)                      | Rijkspresident                            | 30 april 1945    | 23 mei 1945  | NSDAP      |
| Opperbevelhebber van de Wehrmacht        | Karl Dönitz               | Großadmiral Karl Dönitz (1891–1980)                      |                                           | 30 april 1945    | 23 mei 1945  | NSDAP      |
| Rijksminister van Oorlog                 | Karl Dönitz               | Großadmiral Karl Dönitz (1891–1980)                      |                                           | 30 april 1945    | 23 mei 1945  | NSDAP      |
|                                          | Lutz Schwerin von Krosigk | Graf Lutz Schwerin von Krosigk (1887–1977)               | Rijkskanselier                            | 1 mei 1945       | 23 mei 1945  | NSDAP      |
| Rijksminister van Financiën              | Lutz Schwerin von Krosigk | Graf Lutz Schwerin von Krosigk (1887–1977)               | 1 juni 1932                               |                  | 23 mei 1945  | NSDAP      |
|                                          | Martin Bormann            | Reichsleiter Martin Bormann (1900–1945)                  | Rijkspartijminister                       | 30 april 1945    | 2 mei 1945   | NSDAP      |
|                                          | Paul Giesler              | Gauleiter Paul Giesler (1895–1945)                       | Rijksminister van Binnenlandse Zaken      | 29 april 1945    | 5 mei 1945   | NSDAP      |
|                                          | Wilhelm Stuckart          | SS– Obergruppenführer Wilhelm Stuckart (1902–1953)       | Rijksminister van Binnenlandse Zaken      | 5 mei 1945       | 23 mei 1945  | NSDAP      |
|                                          | Wilhelm Stuckart          | SS– Obergruppenführer Wilhelm Stuckart (1902–1953)       | Rijksminister van Cultuur                 | 5 mei 1945       | 23 mei 1945  | NSDAP      |
|                                          | Arthur Seyss-Inquart      | SS– Obergruppenführer Arthur Seyss-Inquart (1892–1946)   | Rijksminister van Buitenlandse Zaken      | 30 april 1945    | 7 mei 1945   | NSDAP      |
|                                          | Lutz Schwerin von Krosigk | Graf Lutz Schwerin von Krosigk (1887–1977)               | Rijksminister van Buitenlandse Zaken      | 7 mei 1945       | 23 mei 1945  | NSDAP      |
|                                          | Wilhelm Keitel            | Generalfeldmarschall Wilhelm Keitel (1882–1946)          | Chef van de Oberkommando der Wehrmacht    | 5 februari 1938  | 13 mei 1945  | NSDAP      |
|                                          | Alfred Jodl               | Generaloberst Alfred Jodl (1890–1946)                    | Chef van de Oberkommando der Wehrmacht    | 13 mei 1945      | 23 mei 1945  | NSDAP      |
|                                          | Ferdinand Schörner        | Generalfeldmarschall Ferdinand Schörner (1892–1973)      | Chef van de Oberkommando des Heeres       | 30 april 1945    | 8 mei 1945   | NSDAP      |
|                                          | Hans-Georg von Friedeburg | Generaladmiral Hans-Georg von Friedeburg (1895–1945)     | Chef van de Oberkommando der Kriegsmarine | 1 mei 1945       | 23 mei 1945  | NSDAP      |
|                                          | Robert von Greim          | Generalfeldmarschall Ritter Robert von Greim (1892–1945) | Chef van de Oberkommando der Luftwaffe    | 25 april 1945    | 8 mei 1945   | O          |
|                                          | Otto Georg Thierack       | Otto Georg Thierack (1889–1946)                          | Rijksminister van Justitie                | 24 augustus 1942 | 5 mei 1945   | NSDAP      |
|                                          | Herbert Klemm             | SA–Oberführer Herbert Klemm (1903–1961)                  | Rijksminister van Justitie                | 5 mei 1945       | 23 mei 1945  | NSDAP      |
|                                          | Walther Funk              | Walther Funk (1890–1960)                                 | Rijksminister van Economische Zaken       | 15 januari 1938  | 5 mei 1945   | NSDAP      |
|                                          | Albert Speer              | Hauptbefehlsleiter Albert Speer (1905–1981)              | Rijksminister van Economische Zaken       | 5 mei 1945       | 23 mei 1945  | NSDAP      |
| Rijksminister van Industrie en Productie | Albert Speer              | Hauptbefehlsleiter Albert Speer (1905–1981)              | 1 mei 1945                                |                  | 23 mei 1945  | NSDAP      |
|                                          |                           | SS–Standartenführer Theo Hupfauer (1906–1993)            | Rijksminister van Arbeid                  | 30 april 1945    | 5 mei 1945   | NSDAP      |
|                                          | Franz Seldte              | SA– Obergruppenführer Franz Seldte (1882–1947)           | Rijksminister van Arbeid                  | 5 mei 1945       | 23 mei 1945  | NSDAP      |
|                                          | Gustav Adolf Scheel       | Gauleiter Gustav Adolf Scheel (1907–1979)                | Rijksminister van Cultuur                 | 30 april 1945    | 5 mei 1945   | NSDAP      |
|                                          | Julius Dorpmüller         | Julius Dorpmüller (1869–1945)                            | Rijksminister van Verkeer                 | 2 februari 1937  | 23 mei 1945  | NSDAP      |
| Rijksminister van Posterijen             | Julius Dorpmüller         | Julius Dorpmüller (1869–1945)                            | 1 mei 1945                                |                  | 23 mei 1945  | NSDAP      |
|                                          | Herbert Backe             | Reichsleiter Herbert Backe (1896–1947)                   | Rijksminister van Landbouw en Voedsel     | 23 mei 1942      | 23 mei 1945  | NSDAP      |
|                                          | Hermann Muhs              | SS–Oberführer Hermann Muhs (1894–1962)                   | Rijksminister van Erediensten             | 15 december 1941 | 8 mei 1945   | NSDAP      |
| Ministers zonder portefeuille            |                           |                                                          |                                           |                  |              |            |
| Ambtsbekleder                            | Ambtsbekleder             | Ambtsbekleder                                            | Functie(s)                                | Ambtstermijn     | Ambtstermijn | Partij(en) |
|                                          | Karl Hanke                | Reichsführer-SS Karl Hanke (1903–1945)                   | Minister zonder portefeuille              | 30 april 1945    | 8 mei 1945   | NSDAP      |
| Chef van de Ordnungspolizei              | Karl Hanke                | Reichsführer-SS Karl Hanke (1903–1945)                   |                                           | 30 april 1945    | 8 mei 1945   | NSDAP      |
|                                          | Robert Ley                | Reichsleiter Robert Ley (1890–1945)                      | Minister zonder portefeuille              | 30 april 1945    | 8 mei 1945   | NSDAP      |
| Chef van de Deutsche Arbeitsfront        | Robert Ley                | Reichsleiter Robert Ley (1890–1945)                      |                                           | 30 april 1945    | 8 mei 1945   | NSDAP      |